# Moiola
Moiola ist eine Gemeinde in der italienischen Provinz Cuneo (CN), Region Piemont.

## Lage und Einwohner
Moiola liegt 17 km südwestlich von der Provinzhauptstadt Cuneo entfernt, an der Stura di Demonte. Das Gemeindegebiet umfasst eine Fläche von 14,73 km² und hat 219 Einwohner (Stand 31. Dezember 2023).
Die Nachbargemeinden sind Borgo San Dalmazzo, Demonte, Gaiola, Valdieri und Valloriate.

## Geschichte

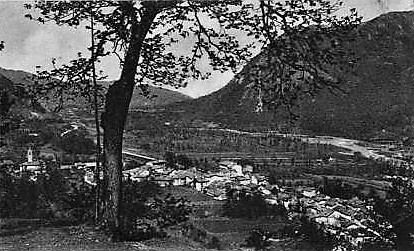
Historische Aufnahme von Moiola

Der Ortsname erscheint in mittelalterlichen Dokumenten als „Moliola“, „Muiola“ und „Mogloglia“, manchmal in Pluralformen wie „de Mogliolis“. Es stellt die Fortsetzung von Molliolam dar, der Verkleinerungsform von Mollea. Was soviel bedeutet wie „sumpfiges Land“.
Seine Geschichte ähnelt der der anderen Gemeinden des unteren Stura-Tals. Im 12. Jahrhundert stand es unter der Herrschaft der Markgrafen von Saluzzo, dann für kurze Zeit unter der der Gemeinde Cuneo und erneut unter der Herrschaft der Markgrafen von Saluzzo bis 1259, als die Anjou das gesamte Stura-Tal besetzten und ein Jahrzehnt lang kontrollierten.
Erst 1489 wurde es Teil des savoyischen Staates. Zu den historisch-architektonischen Zeugnissen zählen die Pfarrkirche San Giovanni, die sich einst in der heutigen Kapelle Sant’Anna befand und die Kapelle Sant’Anna, in der ein wunderschönes Gemälde der Heiligen und der Madonna von 1742, sowie der sechseckige Weihwasserhaufen aufbewahrt werden. Auch die Incoronata-Kapelle, die, wie der Name schon sagt, der Jungfrau Maria Mariä Himmelfahrt gewidmet ist und höchstwahrscheinlich in der ersten Hälfte des 17. Jahrhunderts als Votivgabe während der Pest erbaut wurde und zahlreiche kleine Votivgemälde enthält und schließlich die Kapelle San Membotto, die ursprünglich San Benedetto gewidmet war und erstmals im Dekret des Bischofs von Asti vom 28. Juli 1098 ausdrücklich erwähnt wurde, zählen zu den historisch wertvollen Bauten der Gemeinde.
In der Zeit von 1935 bis 1942 war der gesamte Alpenbogen von intensiven Befestigungsaktivitäten betroffen und die Moiola-Sperre sollte der Verteidigungslinie mehr Tiefe verleihen. Die um die 1940er Jahre begonnenen Arbeiten blieben teilweise unvollendet. Sie beziehen sich auf die Modelle der letzten Zeit mit massiven Betondächern und einem bemerkenswerten unterirdischen Anbau, der in mehrere Ebenen unterteilt ist. Insgesamt handelt es sich um ein Bauwerk, das, wäre es vollständig fertiggestellt worden, eine der beeindruckendsten Verteidigungsanlagen im gesamten Tal gewesen.
Zwischen 1914 und 1948 wurde Moiola von der Straßenbahn Cuneo-Borgo San Dalmazzo-Demonte bedient.